# Ochicanthon gauricola
Ochicanthon gauricola là một loài bọ cánh cứng trong họ Bọ hung (Scarabaeidae).